# Postapokalypse

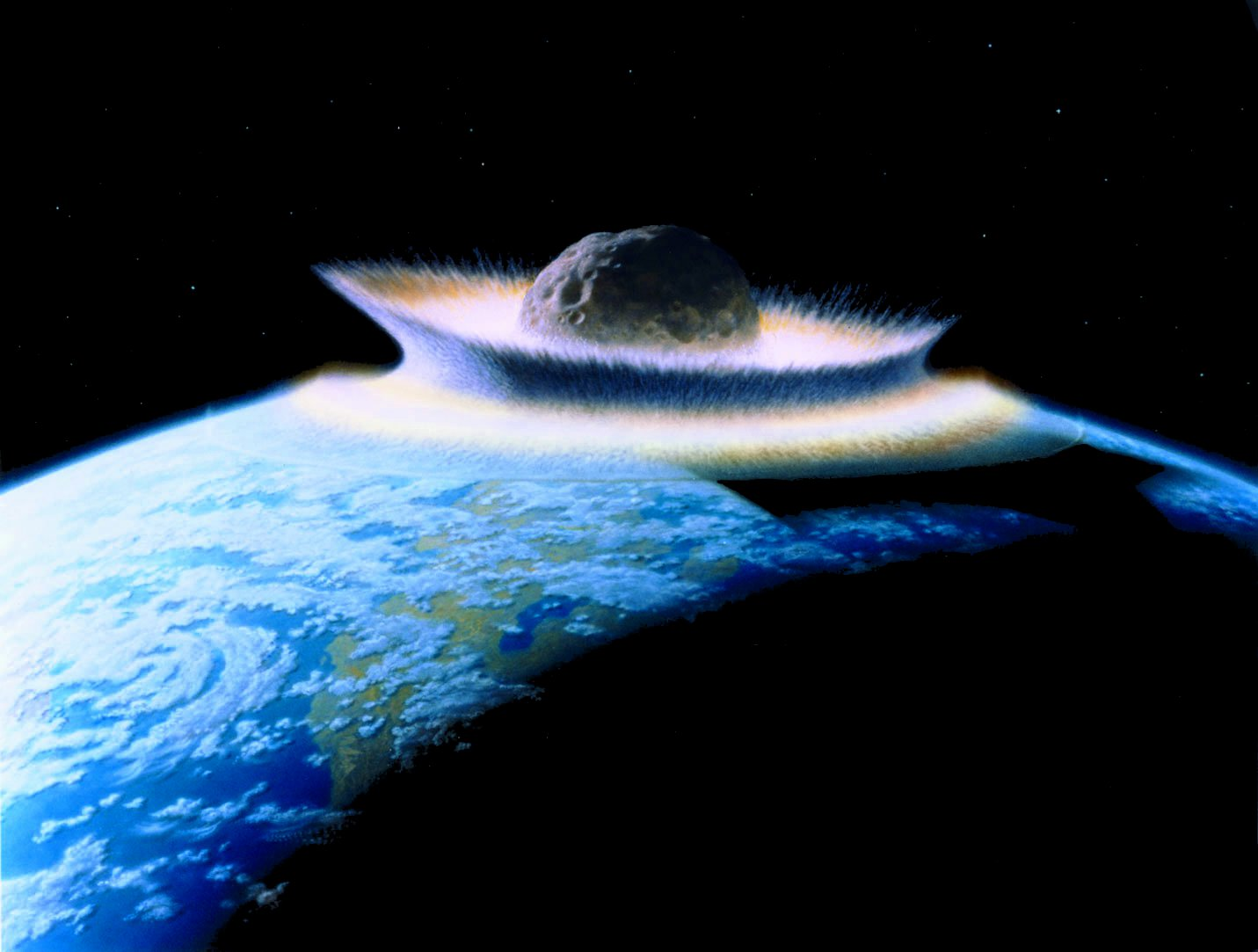
Ein Asteroid verwüstet die Erde, NASA-Grafik

Die Postapokalypse (lateinisch post ‚nach, danach‘) ist die Zeit nach einem Ereignis, das große Teile der Menschheit sowie die durch sie aufgebaute Zivilisation vernichtet hat. Alte Gesellschaftsordnungen gelten nicht mehr, oft herrscht ein archaisches System des Stärkeren. Postapokalyptische Erzählungen sind ein – oft dystopisches – Subgenre der Science-Fiction und Fantasy.
Für den Verlauf der jeweiligen Erzählung spielt es häufig eine große Rolle, wie die Vernichtung der Menschheit herbeigeführt wurde. Hierbei kann in zwei Kategorien unterschieden werden:
- Die Menschheit vernichtet sich selbst in einem Krieg, häufig mit nuklearen oder biologischen Waffen, oder durch ein fehlgeschlagenes Experiment.
- Die Menschheit wird durch eine Naturkatastrophe globalen Ausmaßes, ein Virus oder eine fremde, etwa künstliche oder außerirdische Intelligenz vernichtet.

In der zerstörten Welt kämpfen oft die wenigen Verbliebenen ums Überleben. Nach Möglichkeit wollen sie die Erde zurückerobern, wieder bewohnbar machen oder eine Gesellschaftsordnung aufbauen, die sich stark an der vorapokalyptischen Gesellschaft orientiert.

## Postapokalyptische Werke (Auswahl)

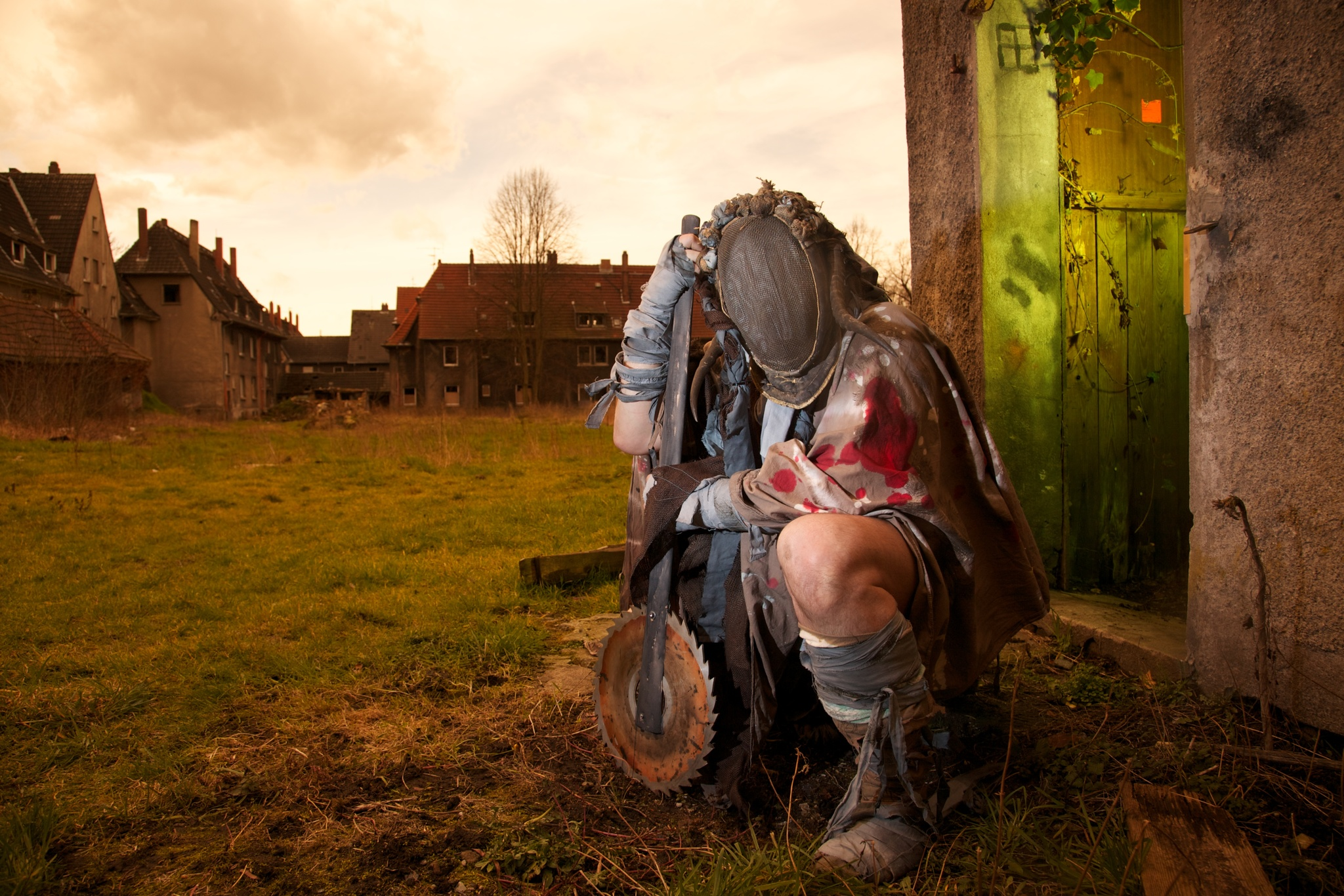
Figur im Live-Rollenspiel mit Endzeit-Szenario

### Filme
- The Last Man on Earth, US-amerikanisch-italienischer Film von Ubaldo Ragona und Sidney Salkow von 1964
- Planet der Affen, US-amerikanischer Film von Regisseur Franklin J. Schaffner aus dem Jahr 1968 (hatte mehrere Sequels und Remakes)
- Danach, britischer Film von Richard Lester aus dem Jahr 1969
- Der Omega-Mann, US-amerikanischer Film von Boris Sagal von 1971 nach dem Roman von Richard Matheson Ich bin Legende (I am Legend)
- Zardoz, britischer Film aus dem Jahr 1974
- A Boy and His Dog – In der Gewalt der Unterirdischen, US-amerikanischer Film von L. Q. Jones aus dem Jahr 1975
- Mad-Max-Reihe, australische Film-Tetralogie von 1979 bis 2015
- Malevil, französisch-deutscher Film von 1981 nach dem Roman Malevil von Robert Merle
- The Day After – Der Tag danach, US-amerikanischer Film von Nicholas Meyer aus dem Jahr 1983.
- Terminator, US-amerikanische Filmreihe (1984–2019)
- Quiet Earth – Das letzte Experiment, neuseeländische Produktion aus dem Jahre 1985, basiert lose auf dem gleichnamigen Roman von Craig Harrison
- Die letzte Grenze, finnischer Film von Mika Kaurismäki aus dem Jahr 1993
- Waterworld, US-amerikanischer Film von Kevin Reynolds aus dem Jahr 1995
- Postman, US-amerikanischer Film von und mit Kevin Costner aus dem Jahr 1997
- Matrix, US-amerikanischer Science-Fiction-Film der Wachowskis aus dem Jahr 1999
- 28 Days Later, britischer Film von Danny Boyle aus dem Jahre 2002
- The Day After Tomorrow, US-amerikanischer Film von Roland Emmerich aus dem Jahr 2004
- Children of Men, britisch-US-amerikanischer Film von Regisseur Alfonso Cuarón aus dem Jahr 2006
- I Am Legend, US-amerikanisch-britischer Film von Francis Lawrence aus dem Jahr 2007 nach dem Roman von Richard Matheson
- City of Ember – Flucht aus der Dunkelheit, US-amerikanischer Film von Gil Kenan aus dem Jahr 2008
- WALL·E – Der Letzte räumt die Erde auf, US-amerikanischer Animationsfilm von Andrew Stanton aus dem Jahre 2008
- The Happening, US-amerikanischer Film von M. Night Shyamalan aus dem Jahr 2008
- #9, US-amerikanischer Computeranimationsfilm von Shane Acker (basierend auf seinem Oscar-nominierten Kurzfilm und produziert von Tim Burton) aus dem Jahre 2009
- 2012, US-amerikanischer Film von Roland Emmerich aus dem Jahr 2009
- The Road, US-amerikanischer Film von John Hillcoat und Joe Penhall aus dem Jahr 2009
- The Book of Eli, US-amerikanischer Film von Albert und Allen Hughes aus dem Jahr 2010
- Hell, deutscher Film von Tim Fehlbaum aus dem Jahr 2011
- The Divide – Die Hölle sind die anderen, französischer Film von Xavier Gens aus dem Jahr 2011
- Cloud Atlas, deutsch/US-amerikanischer Film von Wachowskis und Tom Tykwer aus dem Jahr 2012
- Elysium, US-amerikanischer Science-Fiction-Film von Neill Blomkamp aus dem Jahr 2013
- Endzeit, deutscher Film aus dem Jahr 2013
- Oblivion, US-amerikanischer Film von Joseph Kosinski aus dem Jahr 2013
- The Colony – Hell Freezes Over, kanadischer Science-Fiction-Film von Jeff Renfroe aus dem Jahr 2013
- After Earth, US-amerikanischer Film von M. Night Shyamalan aus dem Jahr 2013
- How I Live Now, britischer Film von Kevin Macdonald aus dem Jahr 2013
- World War Z, US-amerikanischer Film von Marc Forster aus dem Jahr 2013
- Snowpiercer, südkoreanischer Film von Bong Joon-ho (basierend auf den französischen Schneekreuzer-Comics (Le Transperceneige)) aus dem Jahre 2013
- The Rover, australischer Film von David Michôd aus dem Jahr 2014
- Into The Forest, ein kanadischer Film von Patricia Rozema aus dem Jahr 2015
- The Survivalist, britischer Film von Stephen Fingleton aus dem Jahr 2016
- Die 5. Welle, US-amerikanischer Film von  J. Blakeson aus dem Jahr 2016
- Puls, US-amerikanischer Film von Tod Williams nach einem Roman von Stephen King aus dem Jahr 2016
- The Girl with All the Gifts, britisch-US-amerikanischer Film  von Colm McCarthy aus dem Jahr 2017
- Mortal Engines: Krieg der Städte, neuseeländisch-US-amerikanischer Film von Christian Rivers nach einem Roman von Philip Reeve aus dem Jahr 2018
- Io, Film von Jonathan Helpert aus dem Jahr 2019
- The Midnight Sky, Film von George Clooney aus dem Jahr 2020
- The Tomorrow War, Film von Chris McKay aus dem Jahr 2021

### Fernsehserien
- Jeremiah – Krieger des Donners ist eine US-amerikanische Fernsehserie von J. Michael Straczynski, basierend auf der Comicreihe Jeremiah von Hermann Huppen (2002–2004)
- Terminator: The Sarah Connor Chronicles, US-amerikanische Fernsehserie von Josh Friedman (2007–2009)
- Adventure Time – Abenteuerzeit mit Finn und  Jake, US-amerikanische Zeichentrickserie von Pendleton Ward (seit 2010)
- Falling Skies, US-amerikanische Fernsehserie von Robert Rodat (2011–2015)
- Revolution, US-amerikanische Fernsehserie von Eric Kripke (2012–2014)
- The 100, US-amerikanische Fernsehserie von Jason Rothenberg und Kass Morgan (2014–2020)
- Terra Nova, US-amerikanische Mini-Fernsehserie von Kelly Marcel und Craig Silverstein aus dem Jahr 2011
- Z Nation, US-amerikanische Fernsehserie von Karl Schaefer (2014–2018)
- The Walking Dead, US-amerikanische Fernsehserie von Frank Darabont und basiert auf den Comic von Robert Kirkman und Tony Moore (seit 2010)
- Fear the Walking Dead, US-amerikanische Fernsehserie von Robert Kirkman und Dave Erickson entwickelt (seit 2015). Ein Spin-off von The Walking Dead
- Wayward Pines, US-amerikanische Mystery-Serie des Fernsehsenders Fox nach einer Idee von Chad Hodge (2015)
- The Shannara Chronicles, US-amerikanische Fernsehserie (2016–2017)
- The Rain, dänische Fernsehserie (seit 2018)
- Black Summer, US-amerikanische Fernsehserie von Karl Schaefer und John Hyams (seit 2019)
- Into the Night, belgische Fernsehserie von Jason George (seit 2020)
- Tribes of Europa, deutsche Serie von Philip Koch auf Netflix (seit 2021)
- The Last of Us, US-amerikanische Fernsehserie (seit 2023)
- Fallout, US-amerikanische Fernsehserie (seit 2024)

### Romane
- Verney, der letzte Mensch, 1826 erschienener Roman der britischen Schriftstellerin Mary Shelley
- Schwarze Spiegel, 1951 erschienene Erzählung des deutschen Schriftstellers Arno Schmidt
- Die Triffids, 1951 erschienener Roman des britischen Autors John Wyndham
- Ich bin Legende, 1954 erschienener Roman des US-amerikanischen Schriftstellers Richard Matheson
- Lobgesang auf Leibowitz, 1960 erschienener Roman des US-amerikanischen Schriftstellers Walter M. Miller, Jr.
- Nach der Bombe, 1965 erschienener Roman des US-amerikanischen Schriftstellers Philip K. Dick
- Die dreibeinigen Herrscher (1967–1988), Buchreihe des britischen Schriftstellers John Christopher
- Malevil, 1972 erschienener Roman des französischen Schriftstellers Robert Merle
- The Stand – Das letzte Gefecht, 1978 erschienener Roman des US-amerikanischen Schriftstellers Stephen King
- Die letzten Kinder von Schewenborn, ein 1983 veröffentlichter Roman von Gudrun Pausewang
- Der Dunkle Turm, zwischen 1978 und 2004 erschienene Saga des US-amerikanischen Schriftstellers Stephen King
- Die goldenen Heiligen oder Columbus entdeckt Europa, 1992 erschienener Roman des deutschen Schriftstellers Herbert Rosendorfer
- Die Straße, 2006 erschienener Roman des US-amerikanischen Autors Cormac McCarthy
- Metro 2033, 2007, 2009 und 2015 erschienene Romanreihe des russischen Schriftstellers Dmitry Glukhovsky
- Der Übergang, 2010 erschienener Roman des US-amerikanischen Autors Justin Cronin
- Silo-Reihe, seit 2011, Romanserie des US-amerikanischen Autors Hugh Howey
- Penryn & the End of Days, seit 2012, Romantrilogie der US-amerikanischen Autorin Susan Ee
- Der zweite Schlaf (Originaltitel: The Second Sleep), 2019 erschienener Roman des britischen Autors Robert Harris

### Comics
- Simon – Zeuge der Zukunft, ab 1973 erschienene Comic-Serie von Claude Auclair
- Jeremiah, ab 1979 erschienene Comic-Serie von Hermann Huppen
- Alexander Nikopol, ab 1980 erschienene Comic-Trilogie von Enki Bilal
- V wie Vendetta, ab 1982 veröffentlichte Comic-Serie des britischen Autors Alan Moore
- Akira, 1982 begonnener und 1990 abgeschlossener Manga von Katsuhiro Otomo
- Fist of the North Star (Hokuto no Ken), 1983 begonnener und 1988 abgeschlossener Manga des japanischen Zeichners Tetsuo Hara und des Autors Buronson
- Tank Girl, ab 1988 erschienene Comic-Serie von Jamie Hewlett und Alan Martin
- The Walking Dead, seit Oktober 2003 veröffentlichte Comic-Serie des Autors Robert Kirkman und der Zeichner Tony Moore bzw. Charlie Adlard
- Gone with the Blastwave, seit 2005 veröffentlichter Web-Comic von Kimmo Lemetti

### Computerspiele
- Wasteland (1988), Wasteland 2 (2014) und Wasteland 3 (2020)
- Fountain of Dreams (1990)
- Die Terminator-Reihe der 1990er- und 2000er-Jahre mit u. a. The Terminator: Future Shock (1995), insgesamt 7 Teile
- Schleichfahrt (1996) sowie die Nachfolger Aquanox (2001) und Aquanox 2: Revelation (2003)
- Krush, Kill ’n’ Destroy (1997) und KKND 2: Krossfire (1998)
- 7th Legion (1997)
- Carmageddon-Reihe (seit 1997)
- Fallout-Reihe (seit 1997), bestehend aus 4 Teilen plus Ableger Fallout: New Vegas und Fallout 76
- Neocron-Reihe (seit 2002)
- The Fall: Last Days of Gaia (2004) und The Fall: Mutant City (2011)
- S.T.A.L.K.E.R.-Reihe (ab 2007), bestehend aus 3 Teilen
- Enslaved: Odyssey to the West (2010)
- Rage (2011) und Rage 2 (2019)
- Deponia-Reihe (ab 2012), bestehend aus 4 Teilen
- I Am Alive (2012)
- DayZ (2013)
- Metro 2033 (2010), Metro: Last Light (2013) und Metro Exodus (2019), basierend auf den Romanen des Metro-2033-Universums
- State of Decay (2013) und State of Decay 2 (2018)
- The Walking Dead (2012) und The Walking Dead: Survival Instinct (2013)
- The Last of Us (2013) und The Last of Us Part II (2020)
- Cataclysm: Dark Days Ahead (2013)
- Destiny (Computerspiel) (2014)
- The Long Dark (2014)
- H1Z1 (2015)
- Mad Max (2015)
- Survival: Postapocalypse Now (2015)
- ELEX (2017) und ELEX 2 (2022)
- Horizon Zero Dawn (2017) und Horizon Forbidden West (2022)
- Frostpunk (2018)
- Far Cry New Dawn (2019)
- Days Gone (2019)
- Death Stranding (2019)
- Endzone – A World Apart (2020)
- Dying Light 2: Stay Human (2022) und teilweise dessen Vorgänger Dying Light (2015)

### Rollenspiele
- Engel (2002)
- Degenesis (2004)
- Heredium (2008)
- Giftstaub (2001)
- NoReturn (2016)

### Brettspiele
- Outlive (2018)[2]

### Tabletop-Spiele
- Eden (2009)
- Punkapocalyptic (2015)
- Gaslands Refuelled (2017)
- The Drowned Earth Miniatures Game (2018)
- Fallout Wasteland Warfare (2018)